# Sala sportowa przy ul. Armii Krajowej w Ełku
Sala sportowa przy ul. Armii Krajowej w Ełku – zabytkowa sala sportowa w Ełku. Mieści się w dzielnicy Centrum przy ul. Armii Krajowej. Zbudowana na początku XX wieku. Obiekt figuruje w Rejestrze Zabytków.

## Historia
W latach 1940–1945 w budynku przetrzymani byli francuscy jeńcy wojenni, o czym informuje pamiątkowa tablica na ścianie zewnętrznej. Po II wojnie światowej sala została odbudowana oraz powstała dobudówka, w której na przełomie wieków mieścił się kantor. Sala po wojnie związana z ełckim klubem sportowym Mazur Ełk. Pierwotnie korzystali z niej koszykarze, następnie użytkowała ją sekcja bokserska klubu Mazur Ełk. Od 2023 budynek jest użytkowany przez Ełckie Centrum Kultury.